# 图夫尔河畔吕埃勒
图夫尔河畔吕埃勒（法語：Ruelle-sur-Touvre，法語發音：[ʁɥɛl syʁ tuvʁ]）是法国夏朗德省的一个市镇，属于昂古莱姆区。图夫尔河畔吕埃勒位于昂古莱姆市区东北，是昂古莱姆城市公共社区的组成部分，昂古莱姆市区多条公交线路经过该地。

## 地理
图夫尔河畔吕埃勒（45°40'40"N, 0°13'13"E）面积10.66 平方千米，位于法国新阿基坦大区夏朗德省，该省份为法国西部内陆省份，北起德塞夫勒省和维埃纳省，东临上维埃纳省，东南至多尔多涅省，南至多爾多涅省，西接滨海夏朗德省。
与图夫尔河畔吕埃勒接壤的市镇（或旧市镇、城区）包括：布里、尚涅、贡-蓬图夫尔、利勒代帕尼亚克、图夫尔河畔马尼亚克、莫尔纳克、图夫尔。

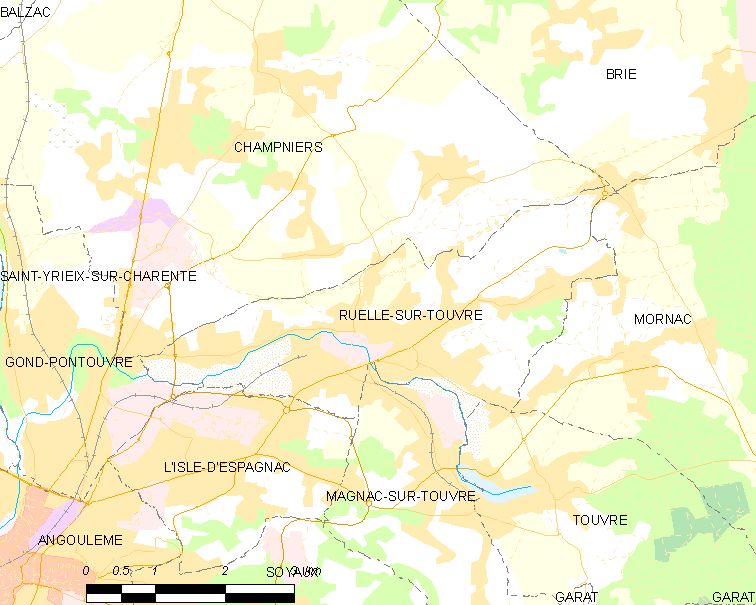
图夫尔河畔吕埃勒的OSM定位图

图夫尔河畔吕埃勒的时区为UTC+01:00、UTC+02:00（夏令时）。

## 行政
图夫尔河畔吕埃勒的邮政编码为16600，INSEE市镇编码为16291。

## 政治
图夫尔河畔吕埃勒所属的省级选区为图夫尔-布拉科讷县。

## 人口

1962-2008年间图夫尔河畔吕埃勒人口变化图示

图夫尔河畔吕埃勒于2022年1月1日时的人口数量为7396人。